# Ar-Rab al-Chali

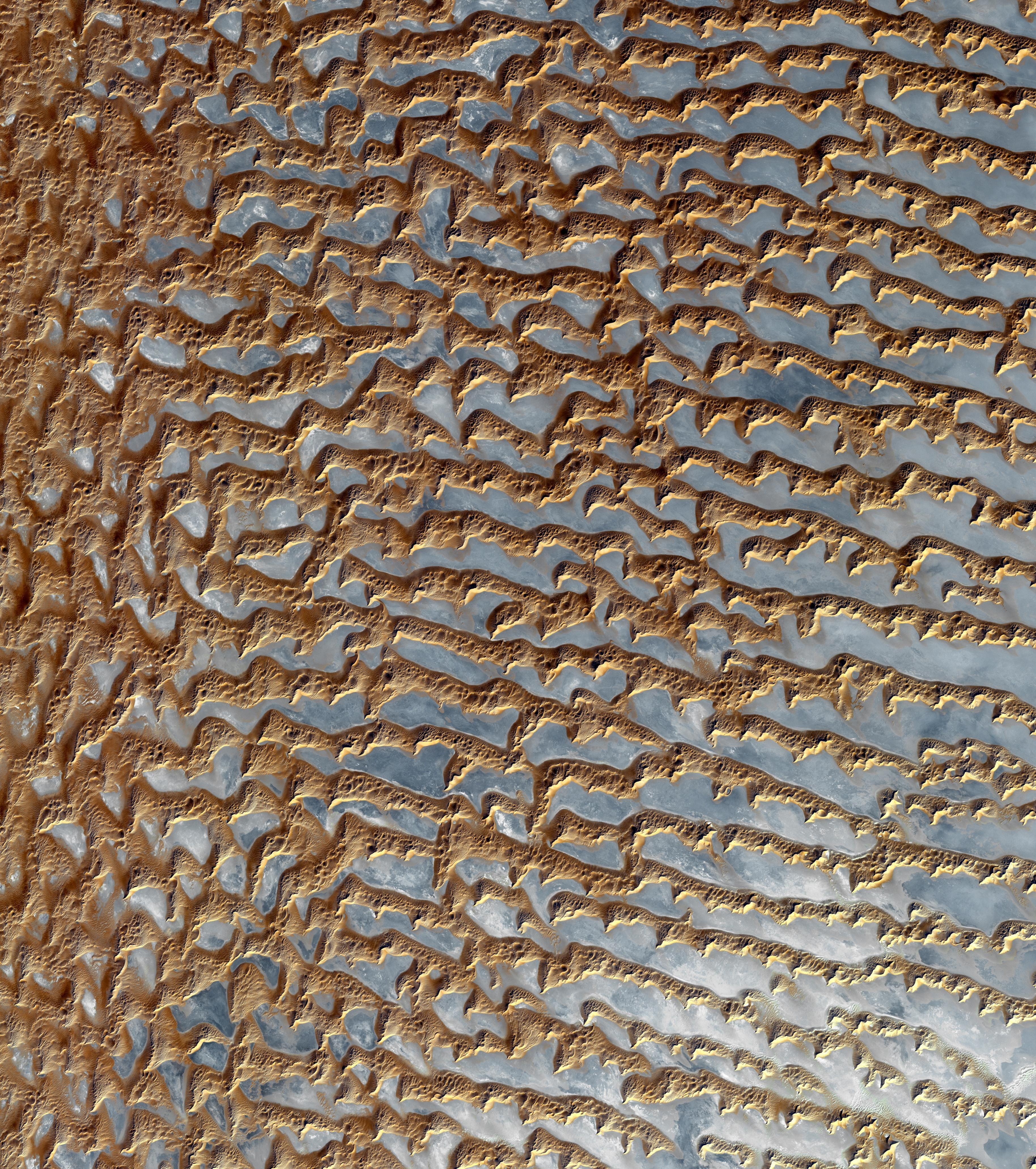
Wydmy podłużne na pustyni Ar-Rab al-Chali, zdjęcie satelitarne NASA, 2005

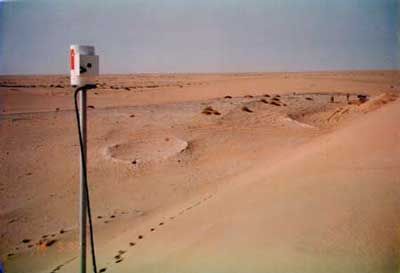
Wabar – dwa mniejsze kratery widoczne na powierzchni w 1994 roku

Ar-Rab al-Chali, (arab. الربع الخالي, Ar-Rab‛ al-Khālī) – pustynia piaszczysta w południowej części Półwyspu Arabskiego na terytorium południowo-wschodniej Arabii Saudyjskiej oraz częściowo na terytorium Zjednoczonych Emiratów Arabskich, Jemenu i Omanu.
Największy obszar pustyni piaszczystej na świecie.

## Nazwa
Arabska nazwa Ar-Rab‛ al-Khālī oznacza „pustą okolicę” (w dosłownym tłumaczeniu: „pusty kwartał”). Pochodzenie nazwy nie jest znane – niektórzy badacze upatrują jej źródeł w starej nazwie arabskiej z księgi arabskiego żeglarza i kartografa Ahmada ibn Madżida (1421–1500) a inni w nazwach nadanych przez odkrywców europejskich.
Nieliczni miejscowi Beduini rzadko używają formalnej nazwy arabskiej, nazywając pustynię Ar-Rimal (w dosłownym tłumaczeniu: „piach”).

## Geografia
Ar-Rab al-Chali to pustynia piaszczysta w środkowej części Półwyspu Arabskiego na terytorium południowo-wschodniej Arabii Saudyjskiej (80% pustyni) oraz częściowo na terytorium Zjednoczonych Emiratów Arabskich, Jemenu i Omanu. Granica ze Zjednoczonymi Emiratami Arabskimi została ustalona w 1974 roku, natomiast granice z Omanem na południu i Jemenem na południowym wschodzie pozostają sporne. Ar-Rab al-Chali zajmuje ok. 25% powierzchni Arabii Saudyjskiej.
Rozciąga się na długości ponad 1200 km a jej szerokość wynosi ok. 500 km. Z powierzchnią ok. 650 tys. km² jest według Encyklopedii Britannica największym ciągłym obszarem pokrytym piaskiem na świecie, natomiast Saudi Geological Survey (SCS) podaje, że jest jednym z największych, ciągłych obszarów pustyni piaszczystej na świecie. Ar-Rab al-Chali powstała najprawdopodobniej podczas pluwiałów i okresów pomiędzy pluwiałami trzeciorzędu i czwartorzędu.
Na zachodzie pustyni znajdują się wzniesienia sięgające 600 m n.p.m. a piasek jest miałki i miękki, na wschodzie zaś teren opada do 180 m n.p.m. i pokryty jest wydmami, płaskimi połaciami piasku i solniskami. W południowo-wschodniej części, wzdłuż granicy Omanu, rozciągają się rozległe tereny słonych bagien Umm as-Samim.
Podłoże tworzą kredowe i trzeciorzędowe wapienie. Na pustyni widoczne są wadi – suche koryta starych rzek. W południowo-wschodniej części znajdują się kratery meteorytowe Wabar.

### Wydmy
Na pustyni występują:
- głównie wydmy podłużne – osiągające długość 200 km[8]) i wysokość do 100 m, biegnące równolegle do siebie pomiędzy południowo-zachodnią a północno-wschodnią częścią pustyni; występujące powszechnie w części zachodniej[4]
- barchany – wysokie, duże wydmy w części północno-wschodniej, osiągające wysokość 150–200 m i długość kilku kilometrów[4]
- wydmy poprzeczne – wysokie wydmy, o wysokości dochodzącej do 300 m[6]; w środkowej części pustyni występują masywne wydmy z połączenia wydm poprzecznych biegnących w przeciwnych kierunkach, osiągające ok. 100 m wysokości[4]
- wydmy gwiaździste – wysokie wydmy w kształcie piramidy, o stromych zboczach, pojedyncze lub powstałe z połączenia kilku wydm, osiągające wysokość 200 m, występujące w południowej i wschodniej części pustyni[4]

### Klimat
Ar-Rab al-Chali jest jednym z najbardziej suchych regionów świata, praktycznie niezamieszkanym. Suma roczna opadów wynosi poniżej 100 mm. W niektórych obszarach pustyni susze trwają ponad dziesięć lat.

### Flora i fauna
Pustynię z rzadka porastają krzewy i trawy – zidentyfikowano jedynie ok. 37 gatunków roślin tam występujących, w większości bylin.
Do niedawana w regionie obserwowano oryksa arabskiego, który wyginął najprawdopodobniej wskutek suszy lub polowań. Gatunek jest reintrodukowany na terenie Uruk Bani Ma’arid – obszaru chronionego na zachodnim krańcu Ar-Rab al-Chali, gdzie wprowadzono również gazelę górską i czarnoogonową.

## Gospodarka
Pod pustynią znajdują się bogate złoża ropy naftowej, m.in. Al-Ghawār – największe konwencjonalne pole naftowe na świecie. Ropa eksploatowana jest intensywnie od lat 50. XX wieku.
Na skrajach pustyni wypasane są wielbłądy.

## Ekspedycje
Region pozostawał przez długi czas niezbadany i jeszcze nie jest zbyt dobrze poznany. W pierwszej połowie XX w. przeprowadzono kilka ekspedycji, głównie w poszukiwaniu surowców, m.in. pod kierownictwem D.E. Cheesemana (1923), Burtrama Thomasa (1930), Harry’ego St. Johna Philby’ego (1932) i Wilfreda Thesigera (1945). Thomas był pierwszym Europejczykiem, który przeprawił się przez pustynię. Thesiger przeprawił się przez pustynię dwukrotnie, korzystając z pomocy miejscowych Beduinów, a swoje wrażenia z podróży wydał w 1959 roku w formie książki, którą zatytułował Arabian Sands.
Od 25 lutego do 9 marca 2006 roku Saudi Geological Survey (SCS) przeprowadziła ekstensywne badania pustyni.
W 2012 roku śladami Thesigera udali się Alastair Humphreys i Leon McCarron, którzy podczas wyprawy nakręcili film dokumentalny Into The Empty Quarter.